# Swedish Open 1990 (Badminton)
Die Swedish Open 1990 im Badminton fanden vom 8. bis zum 11. März 1990 in der Baltiska Hallen in Malmö statt. Das Preisgeld betrug 15.000 US-Dollar, was dem Turnier zu einem Ein-Sterne-Status im Grand Prix verhalf.

## Sieger und Platzierte
| Disziplin    | Gold                               | Silber                               | Bronze                        |
| ------------ | ---------------------------------- | ------------------------------------ | ----------------------------- |
| Herreneinzel | Liu Jun                            | Poul-Erik Høyer Larsen               | Foo Kok Keong                 |
| Herreneinzel | Liu Jun                            | Poul-Erik Høyer Larsen               | Zhao Jianhua                  |
| Dameneinzel  | Huang Hua                          | Zhou Lei                             | Kirsten Larsen                |
| Dameneinzel  | Huang Hua                          | Zhou Lei                             | Pernille Nedergaard           |
| Herrendoppel | Li Yongbo Tian Bingyi              | Jalani Sidek Razif Sidek             | Ong Ewe Chye Rahman Sidek     |
| Herrendoppel | Li Yongbo Tian Bingyi              | Jalani Sidek Razif Sidek             | Max Gandrup Thomas Lund       |
| Damendoppel  | Huang Hua Zhou Lei                 | Eline Coene Erica van den Heuvel     | Dorte Kjær Nettie Nielsen     |
| Damendoppel  | Huang Hua Zhou Lei                 | Eline Coene Erica van den Heuvel     | Tomomi Matsuo Kyoko Sasage    |
| Mixed        | Jan-Eric Antonsson Maria Bengtsson | Jon Holst-Christensen Grete Mogensen | Pernille Dupont Thomas Lund   |
| Mixed        | Jan-Eric Antonsson Maria Bengtsson | Jon Holst-Christensen Grete Mogensen | Jesper Knudsen Nettie Nielsen |